# Józef Tomczyk
Józef Tomczyk ps. Kurosawa (ur. 22 maja 1941 w Mazańcowicach koło Bielska, zm. 22 grudnia 2006 w Oświęcimiu) – artysta amator, członek grupy artystycznej Ładnie.

## Życiorys
Przez Marcina Maciejowskiego określony mianem „kierownika grupy”.
Człowiek wielu zawodów i zajęć. Pracował m.in. w kopalni, jako konwojent, kierowca, a także jako pomocnik malarza i statysta filmowy (statystował w ok. 15 filmach). W latach 1981–1998 pracował jako model w Akademii Sztuk Pięknych w Krakowie. Tam też poznał Marka Firka, Rafała Bujnowskiego, Marcina Maciejowskiego oraz Wilhelma Sasnala, z którymi w 1996 roku założył grupę artystyczną Ładnie.
Był artystą-samoukiem. Zajmował się malarstwem, fotografią. Twórca tzw. „pisanych” obrazów, czyli krótkie historie, sentencje, komentarze utrwalone na płótnach, ale także innych nieoczywistych materiałach jak drewnianych skrzynkach, a także „liczonych” – na każdym płótnie znajduje się cyfra, cykl liczy sobie 20 „liczonych” prac.